# Аба (ДР Конго)
Аба — небольшой город в Демократической Республике Конго, территория Фарадже, провинция Верхнее Уэле. В 2011 году общая численность населения города Аба оценивалась в 24 тыс. человек. Город с 5 107 зарегистрированными избирателями в 2018 имел статус сельской коммуны с менее чем 80 тыс. избирателей.

## Географическое положение
Аба расположен недалеко от границы с Южным Суданом, в 64 км от одноимённого административного центра территории Фарадже и в 412 км к северо-востоку от административного центра провинции — города Исиро. Окрестности город Аба населены в основном племенами каква, мондо и лого-лолия, хотя ни одно из этих трёх племён не может доминировать в центре, который остаётся в основном космополитическим. Население очень молодое. С 2019 городское управление осуществляют 7 муниципальных советников, так как помимо центра к городу относятся также Самбири, Кирако, Липара, Миссия, Джумби, Мери.

## История
До создания Свободного государства Конго в 1885 Аба, называвшийся тогда Ндирфи (по названию холма Индирити), был резиденцией египетской администрации и частью области Макрака. Под управлением СГК он был преобразован в конголезский военизированный пункт и стал базой частной армии Force Publique («Общественные силы») во время её экспедиции к Нилу, а также коммуникационным центром между Гандой (Южный Судан), Дунгу и нижним Кибали (Сурур).
Дата и обстоятельства смены названия с Ндирфи на Аба до сих пор неизвестны, но это произошло ещё во времена существования Свободного государства Конго. В 1913 году, когда бельгийские отцы-доминиканцы начали здесь христианизацию, местность уже называлась Аба. Во времена Второй республики (после 1965) населённый пункт приобрёл статус города.

## Экономика
Расположенный недалеко от границы с Южным Суданом, Аба является местом торговли, а также местом межгосударственного сотрудничества и непосредственных культурных контактов. Через Аба проходит национальная дорога N26, обеспечивающая транспортное сообщение с Исиро.

## Образование и культура
В городе Аба достаточно высокий уровень школьного образования. В городе есть несколько начальных школ, основными из которых являются начальная школа Аба (официальная государственная сеть), две начальные школы Джомбо-Люмери и Бунава (сеть католических школ) и начальная школа Ньяланья (сеть протестантских школ). Есть также 5 средних школ: Технический коммерческий и Административный колледж Аба (ITCA), колледж Лопья (педагогика), колледж Има (литература), Технический медицинский колледж Ньяланья и колледж Ньяланья (математика и физика), с коротким циклом для подготовки разнорабочих и плотников.